# سباستیان ژولی
سباستیان ژولی (فرانسوی: Sébastien Joly‎؛ زادهٔ ۲۵ ژوئن ۱۹۷۹) دوچرخه‌سوار اهل فرانسه است.